# Мессинский университет

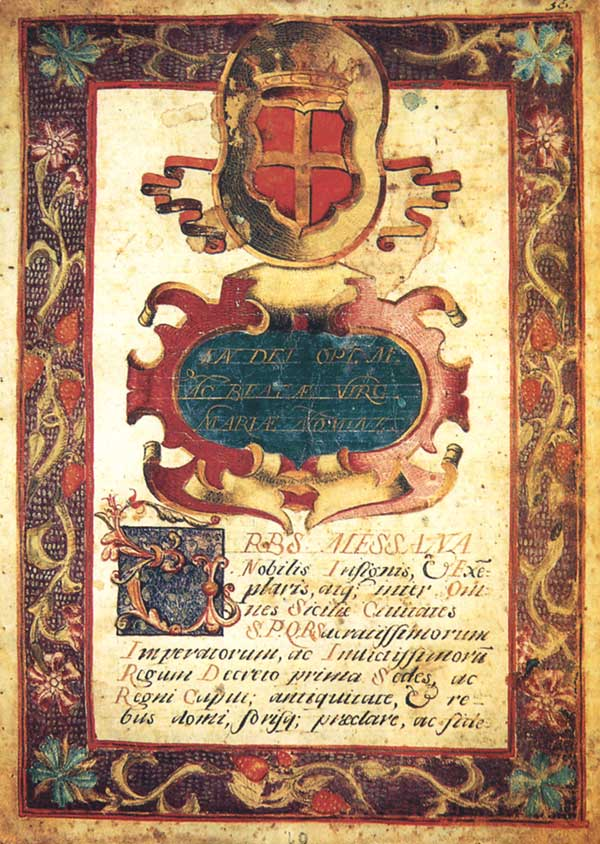
Диплом Мессинского университета 1672 года

Месси́нский университе́т (итал. Università degli Studi di Messina, UNIME) находится в итальянском городе Мессина. Основан в 1548 году. На 11 факультетах университета обучается порядка 40.000 студентов.

## История
Мессинский университет опирается на длительные традиции высшего образования. Школа правоведения в этих местах действовала уже в конце XIII века. В 1548 году Игнатий Лойола основал иезуитский колледж. В XVII веке в Университете преподавали такие учёные, как Джованни Борелли и Марчелло Мальпиги. Антииспанское восстание 1678 года привело к закрытию университета.
Университет был основан вновь в 1838 году королём Фердинандом II. В 1847 году за участие в антибурбонской революции Университет был закрыт вновь, и опять открылся лишь два года спустя, причём было запрещено набирать студентов не из Сицилии.
Во время землетрясения 1908 года многие здания университета были уничтожены, однако уже год спустя юридический факультет открылся вновь. Факультеты фармакологии, медицины и естественных наук открылись вновь в 1914—1915 годах.

## Структура
В Университете — 11 факультетов:
- Экономический
- Педагогический
- Инженерный
- Гуманитарный
- Юридический
- Естественнонаучный
- Медицинский
- Фармакологический
- Политологии
- Статистики
- Ветеринарии

В настоящее время Университет занимает в Мессине четыре земельных участка. Здание центральной администрации и четыре факультета (экономический, политологии, юридический и педагогический) размещаются в центре города. В Кампусе Поликлиника, находящемся в южной части города, размещается медицинский факультет; Кампус Папардо, в котором размещаются естественнонаучный и инженерный факультеты, находится на севере на берегу Мессинского пролива; ещё севернее, в зоне Аннунциата, размещаются гуманитарный, ветеринарный и фармакологический факультеты.

## Проникновение мафии
Некоторые факультеты Мессинского университета в течение четверти века являлись, фактически, частным владением мафиозной группировки Ндрангета, возглавляемой Джузеппе Морабито. Группировка контролировала распределение как дипломов, так и преподавательских должностей, влияя на то, чтобы лучшие позиции доставались тем, кто был с ней связан. Её целью было создание сети «своих людей» среди друзей и родственников политиков. Прежде, чем полиция предприняла решительные меры в 2001 году, двое профессоров подверглись нападению неизвестных нападавших, в зданиях Университета взорвалось четыре бомбы, а машины ряда академиков были сожжены. Студенты угрожали преподавателям перед экзаменами, намекая на свои связи с мафией.
Расследование началось, когда преподаватель медицины Маттео Боттари был убит в январе 1998 года. Полиция обвинила его коллегу-преподавателя Джузеппе Лонго в том, что ему было приказано убить Боттари после того, как тот заинтересовался судьбой некоторых контрактов на поставку мебели и оборудования. Согласно источникам из Университета, пожелавшим остаться анонимными, «здесь всегда подразумеваются угрозы и возможность применения насилия; ни в одном другом университете Европы такого нет».

## Выпускники
- Джузеппе Гриоли, математик и механик